# 七彩卡通老夫子：水虎傳
《七彩卡通老夫子：水虎傳》是一部改編自著名小說《水滸傳》與同名漫畫的動畫電影，劇場版大幅減少與修改漫畫版劇情，於1982年7月10日首度上映，1992年2月7日於亞洲電視本港台重播。為一部喜劇，主角為老夫子。

## 劇情
老趙（粵語配音：周永光）為一名科學家，在家中發明了一部時光機（漫畫版則是老夫子發明），於是邀請好友秦先生（粵語配音：馮永和）和大蕃薯（粵語配音：譚炳文）一起試用。測試成功後老夫子（粵語配音：金貴）三人帶備現代化的裝備並穿上古代的武俠裝束回到宋朝探險。三人到達後，到一家酒店喝酒，並遇到武松（粵語配音：黃志成），武松喝了18碗酒並與老夫子爭執過後往山上行。入夜時有一頭老虎出現並攻擊他，武松喝得太多酒逃不到，幸好大蕃薯帶了手槍並殺死老虎。武松跪地感激，但老夫子三人以遙控折返現代並消失，武松因而誤會三人是神仙。
其後老夫子三人見證武松被知縣任命為都頭。三人其後遇到武松的哥哥武大郎，三人就在武氏兄弟的邀請下到武大郎的家作客，並見過他的妻子潘金蓮。三人離開後潘金蓮掛門簾時不小心把門簾砸中不良少年西門慶頭上，但西門慶見潘金蓮貌美如花而動了色心想污辱她。這時武大郎剛好回家並和西門慶大打出手，卻被西門慶誤打誤撞的情況下打昏了，西門慶以為出人命後而逃跑。幸好老夫子三人折返並且以西藥救醒了武大郎，西門慶為了獨佔武大郎的老婆，首先買通他的乾爹（知縣）然後趁潘金蓮買藥時趁機下毒，幸好老夫子等人早識破西門慶的詭計而把下毒後的藥給銷毀了。
又過1天以後老夫子三人在獅子樓用餐，巧遇武松過來找西門慶算他打傷武大郎的帳（雖然武松有去報案，但是知縣被西門慶買通了而不受理），途中老夫子三人被捲入混戰中，西門慶為了還手而不小心從獅子樓上摔下來，受傷的西門慶跑去知縣那裡告狀，結果4人因此被捕，但他們以手榴彈成功逃脫，老夫子折返現代前叫武松跑路逃避追捕。
老夫子重回古代後來到孫二娘的店，因為老夫子說孫二娘 的店是黑店而慘遭其恐怖式招待，老夫子正要逃跑時，剛好撞跌被兩個衙差押送經過店附近的武松，原來武松又是飲酒誤事導致被抓，這時孫二娘向秦先生打聽後得悉武松是打虎英雄後便開始把老夫子三人和武松當作梁山好漢，而決定幫助他們而用迷魂酒迷暈兩個衙差，老夫子4人因而能夠到孟州打官司。到了孟州以後，施恩請求4人協助打跑霸佔快活林酒店的蔣門神，4人亦不負所托成功打跑蔣門神，由於大家擔心蔣門神的後臺張都監與張團練尋仇，4人決定先發制人制服他們。
4人得到張都監等人的招待並帶到1個客房以後發現張都監以大量的黃金製造的用品以及藝術品指控他們偷竊黃金的陰謀，4人將計就計把所有黃金藏好，並在會客廳放好對講機，一切準備就緒以後張都監的衛兵們真的搜查客房，當然因為沒發現而只能回報張都監等人，這時妖魔鬼怪的聲音傳遍整個會客廳，而且突然有不少妖魔鬼怪出沒，張都監等人因而嚇到魂飛魄散，連衛兵們也全嚇跑了。原來大蕃薯先以對講機製造妖魔鬼怪的聲音讓張都監等人不安並且胡亂逃竄，然後老夫子等人扮成妖魔鬼怪引衛兵們逃出官邸，並成功把張團練嚇到失心瘋。大蕃薯被張團練攻擊期間被搶奪手槍，但慶幸的是他意外的追殺張都監以及蔣門神，4人亦因此離開官邸。
老夫子與武松等4人在天亮以後回到快活林酒店，並把藏好的黃金全帶來了並讓武松及施恩帶同黃金到梁山泊，最後老夫子3人折返現代，連施恩也誤會他們是神仙而膜拜起來。這時在現代，3人回到老趙的家，大蕃薯這時候發現他也意外帶了1袋黃金回家，結果4人圍著這些黃金歡呼慶祝他們發達了。

## 製作

### 背景
《老夫子》動畫電影系列由胡樹儒的香港電影公司出品，與臺灣遠東卡通公司的蔡志忠、謝金塗等人合作製作。但推出第一作《七彩卡通老夫子》後，蔡志忠與謝金塗產生分歧，蔡志忠另組龍卡通有限公司。本作為系列的第二作，胡樹儒繼續與謝金塗主導的遠東卡通公司合作製作，但續作《山T老夫子》則改與龍卡通有限公司合作。

### 幕後人員

#### 片頭工作人員表
- 出品：香港電影公司

- 製作：遠東卡通公司
- 原著·編劇：王澤
- 策劃：胡樹儒
- 作曲·音樂：顧嘉煇
- 導演：王澤、謝金塗、胡樹儒、吳爲章
- 監製：胡樹儒

#### 片尾工作人員表
- 鳴謝：創藝公司提供音樂
- 作詞：黎彼得
- 插曲：鍾肇峰
- 配樂：陳廸匡、陳廸文
- 主唱：張國榮
- 作畫監督：杜福安、吳爲章
- 原畫指導：蔡明欽
- 原畫：林順發、唐瑞亨、王義得、胡正宗、梁崇祐、王俊華、鄭文進、陳耿彬、潘金塗
- 美術指導：游龍輝
- 美術：劉志華、高建華、曾文龍、許文融、翁文勝
- 動畫指導：陳淸富
- 動畫：郭忠廉、詹泰仲、劉更生、劉群芳、朱美娥、陳惠美、吳美錫、駱明輝、方明華、陳聰賢、蔡妙晶、王麗瓊、洪漢榮、何建發、呂文淵
- 拷貝：黃源吉、李克勤
- 攝影指導：王惠星
- 攝影：謝敬森、陳耿彬、夏國礎、楊自生、許弘禎
- 錄音：三芳錄音室、光藝錄音室
- 效果：連炳釗
- 剪接：趙雄成、林文彬

## 曲目
| 曲別   | 歌名             | 演唱者 | 作曲   | 作詞   |
| ------ | ---------------- | ------ | ------ | ------ |
| 主題曲 | 〈老夫子水虎傳〉 | 張國榮 | 顧嘉輝 | 黎彼得 |
| 片尾曲 | 〈時候〉         | 張國榮 | 鍾肇峯 | 黎彼得 |

## 外部連結
- 香港影庫上《老夫子水虎傳》的資料（繁體中文）
- 时光网上《老夫子水虎傳》的資料（简体中文）
- 豆瓣电影上《老夫子水虎傳》的資料 （简体中文）